# Melissa Fumero
Melissa Fumero, född Gallo den 19 augusti 1982 i North Bergen i New Jersey, är en amerikansk skådespelare. Hon är mest känd för sin roll som polisen Amy Santiago i Brooklyn Nine-Nine för vilken hon nominerats som bästa kvinnliga biroll i en TV-serie i Imagen Awards 2015 och 2016.

## Filmografi (urval)
- 2004–2011 – One Life to Live (TV-serie) (208 avsnitt)
- 2005 – All My Children (TV-serie) (2 avsnitt)
- 2010 – Gossip Girl (TV-serie) (6 avsnitt)
- 2013–2022 – Brooklyn Nine-Nine (TV-serie) (153 avsnitt)